# Opius sinocis
Opius sinocis är en stekelart som beskrevs av Fischer 1990. Opius sinocis ingår i släktet Opius och familjen bracksteklar. Inga underarter finns listade i Catalogue of Life.